# Jeroen Mellemans
Jeroen Mellemans (Hasselt, 16 augustus 1977) is een Belgische voetballer, opgegroeid in Alken Terkoest, die momenteel onder contract staat bij KFC Oosterzonen.
Hij speelde bij STVV en Excelsior Veldwezelt alvorens hij in 2004 bij Geel aan de slag kon. In 2006 volgde hij zijn trainer Peter Maes naar de toenmalige tweedeklasser KV Mechelen. In 2007 promoveerde hij met KV Mechelen naar de Belgische Eerste klasse, en werd daar, als enige dertiger in de selectie, meteen sterkhouder in de verdediging.
| seizoen | club                   | land   | competitie     | wed. | goals |
| ------- | ---------------------- | ------ | -------------- | ---- | ----- |
| 2001/02 | Excelsior Veldwezelt   | België | Vierde klasse  | 28   | 8     |
| 2002/03 | Excelsior Veldwezelt   | België | Vierde klasse  | 25   | 5     |
| 2003/04 | Excelsior Veldwezelt   | België | Vierde klasse  | 23   | 6     |
| 2004/05 | KFC Verbroedering Geel | België | Tweede klasse  | 22   | 4     |
| 2005/06 | KFC Verbroedering Geel | België | Tweede klasse  | 25   | 4     |
| 2006/07 | KV Mechelen            | België | Tweede klasse  | 11   | 0     |
| 2007/08 | KV Mechelen            | België | Jupiler League | 25   | 1     |
| 2008/09 | KV Mechelen            | België | Jupiler League | 13   | 0     |
| 2009/10 | KV Mechelen            | België | Jupiler League | 4    | 0     |
| 2009/10 | KV Mechelen            | België | Play-Off II A  | 0    | 0     |
| 2010/11 | KFC Oosterzonen        | België | Vierde klasse  | 18   | 0     |
| 2012/13 | Tempo Overijse         | België | Vierde klasse  | 0    | 0     |
|         |                        |        | Totaal         | 194  | 28    |